# باب الجبلي (صفاقس)

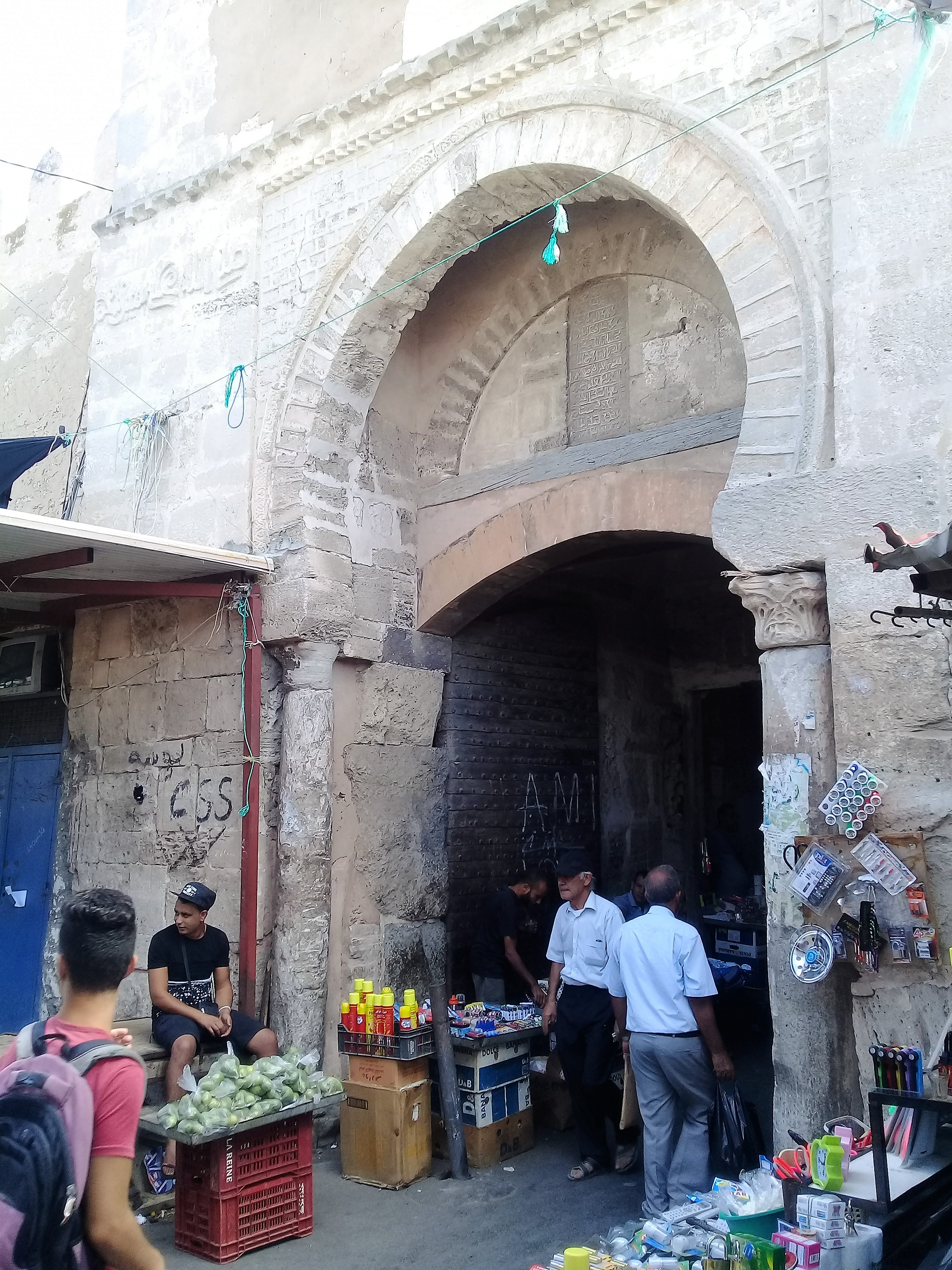
باب الجبلي

باب الجبلي هو ثاني أبواب المدينة  العتيقة بصفاقس، يقع وسط السور الشمالي بين باب نهج الباي و الباب الجديد.

## تاريخه
وقع تشييد باب الجبلي مع بناء أسوار المدينة العتيقة بصفاقس، في منتصف القرن التاسع ميلادي.
تضرر الباب وجزء من السور جرّاء الحرب التي شنّها السلطان أبو فارس عبد العزيز علي أخيه الذي كان والي صفاقس أنذاك و قد قام السلطان أبو فارس بمحاصرة المدينة والقبض على أخيه.

### اصلاحاته
عرف الباب أهم اصلاحاته في أوائل محرم سنة 823 هجري في عهد السلطان أبو فارس عبد العزيز، المعروف أيضا بعبد العزيز الحفصي.
كما تمّ تجديده سنة 1170 هجري في مدّة الأمير محمد بن حسين باي و وقع إعادة بناء الباب في مكانه القديم في عهد الأمير الحسيني حمّودة باشا سنة 1224 هجري.

## هندسته
هو عبارة عن ظلة بارزة بمقدار 1,5 متر يناهز آرتفاعها 14 متر وعرضها 8,75 متر. يعلو الباب برج مراقبة به شرفات وفتحات مستطيلة الشكل في آتجاه الشمال.
يفتح باب الجبلي على سقيفة طولها 10,5 أمتار مغطاة بأربعة أقببة طولية ومسندة بأكتفة جانبية من الحجارة.
يتكون الباب من فتحتين متقابلتين تربط بينهما سقيفة كان بها غرف لمبيت الحراس ويعلوها مباشرة حصن حربي يدعى برج باب الجبلي. تغلق كل فتحة بأبواب خشبية سميكة مصفحة بالحديد، وهي الباب الداخلي ويطل على سوق الصباغين، والباب الخارجي ويطل على أسواق باب الجبلي.  
في وسط الباب الداخلي المواجه لسوق الصباغين لوحة رخامية على شكل محراب نقش عليها :
بسم الله الرحمان الرحيم، وصلى الله على سيدنا محمد، النصر والتمكين و الفتح المبين، لمولانا الخليفة الإمام أمير المؤمنين أبي فارس عبد العزيز. عمل هذا الباب بمكانه في أوائل محرم فاتح شهور سنة ثلاثة وعشرين و ثمانمئة غفر الله لمن وقف وصرف.
 
و به رخامة ثانية في وسط القوس الأسفل من الباب الخارجي المواجه لأسواق باب الجبلي نقش بها هذا النصّ:
بسم الله الرحمان الرحيم، وصلى الله على سيدنا محمد:
جدد هذا الباب في طالع سعد، على أكمل اتقان
حصنته بالله من ظالم، وقلت يا رب ارحم الباني
و احلم على الخراط صاحب هذا النظم بالعفو والغفران
لما انتهي استكمال تجديده، ارخته جدد في شعبان
على يد محمد المنيف والتاجر الأمين إبراهيم السلامي سنة 1224هجري.

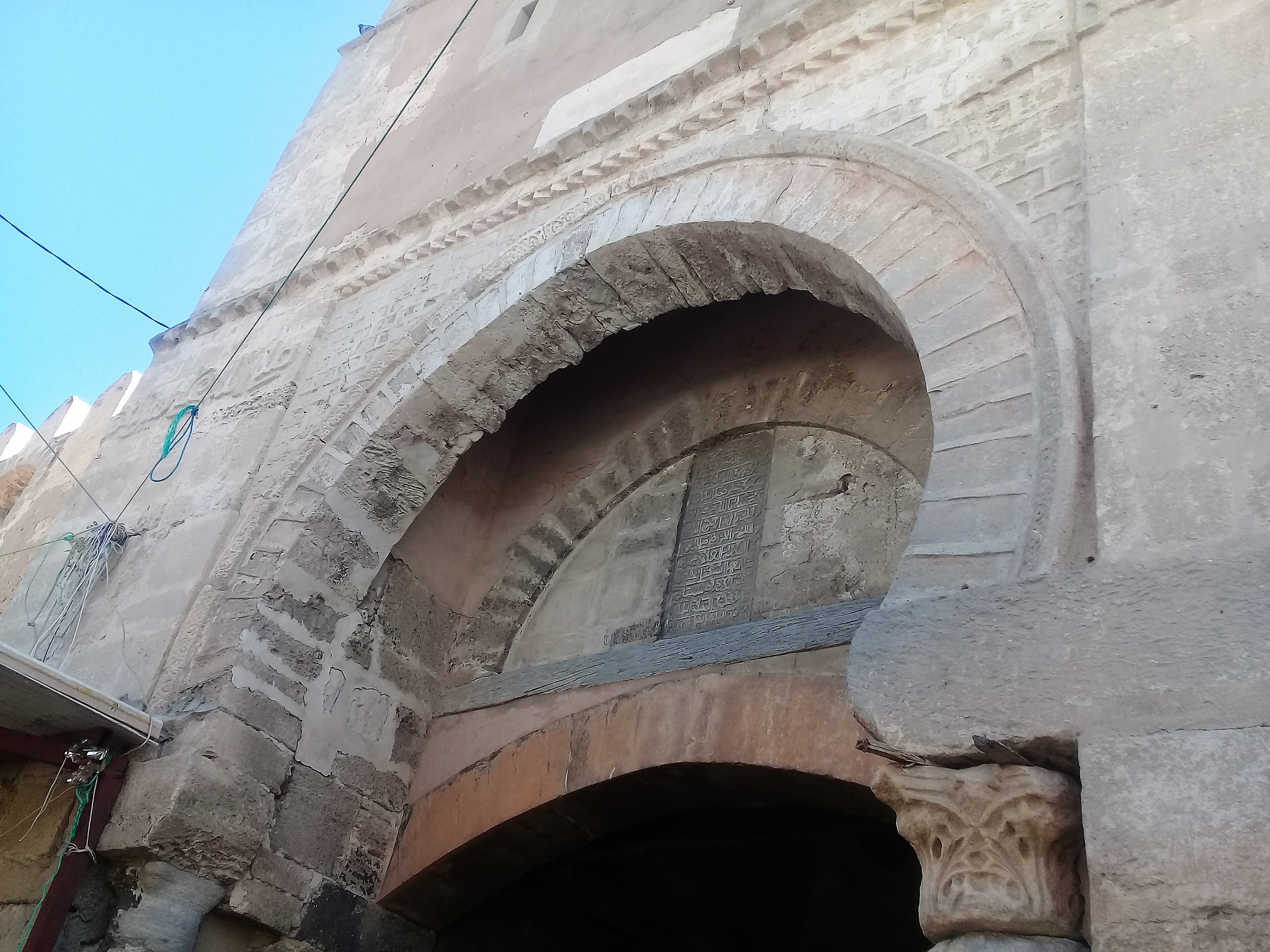
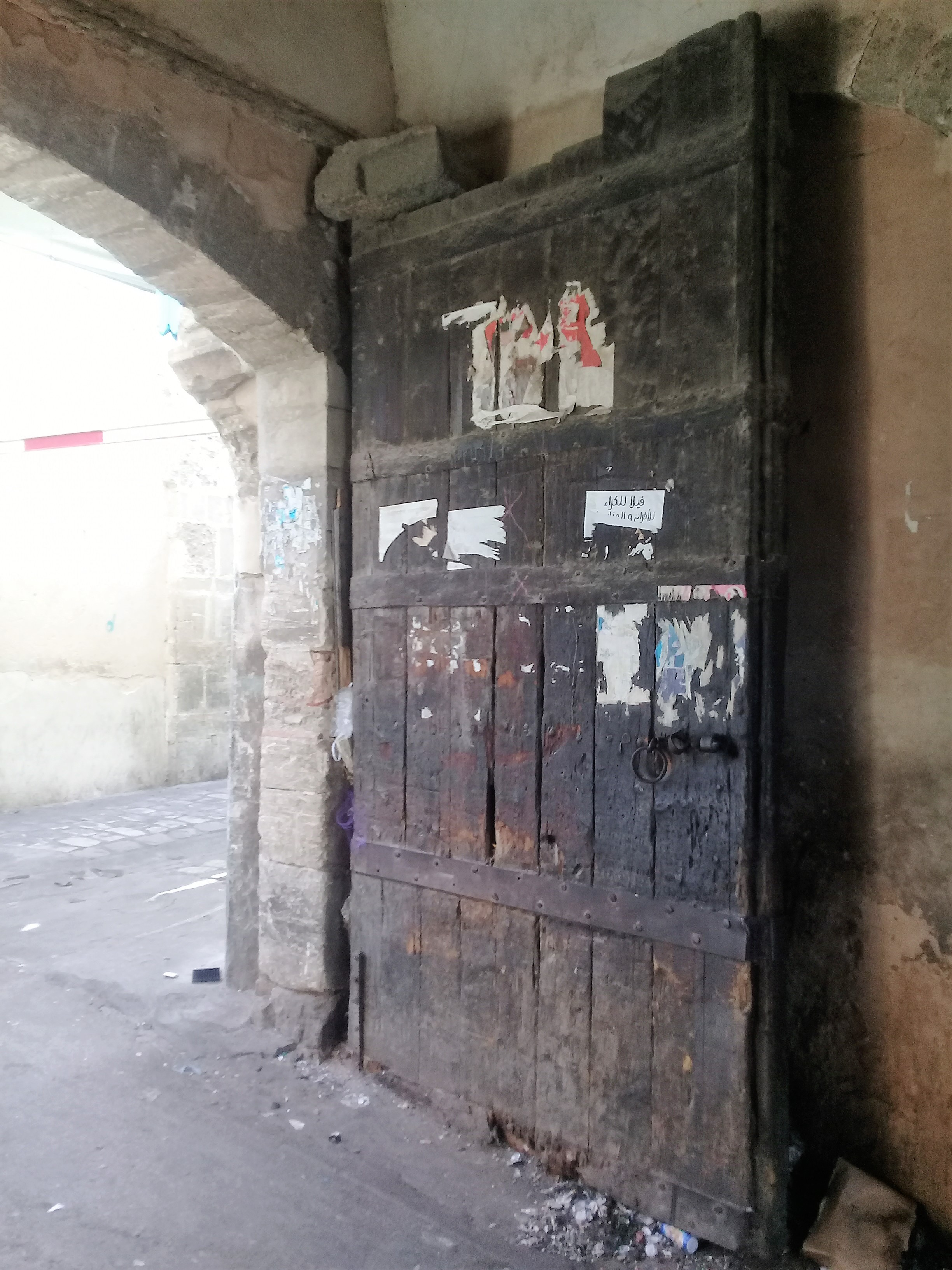
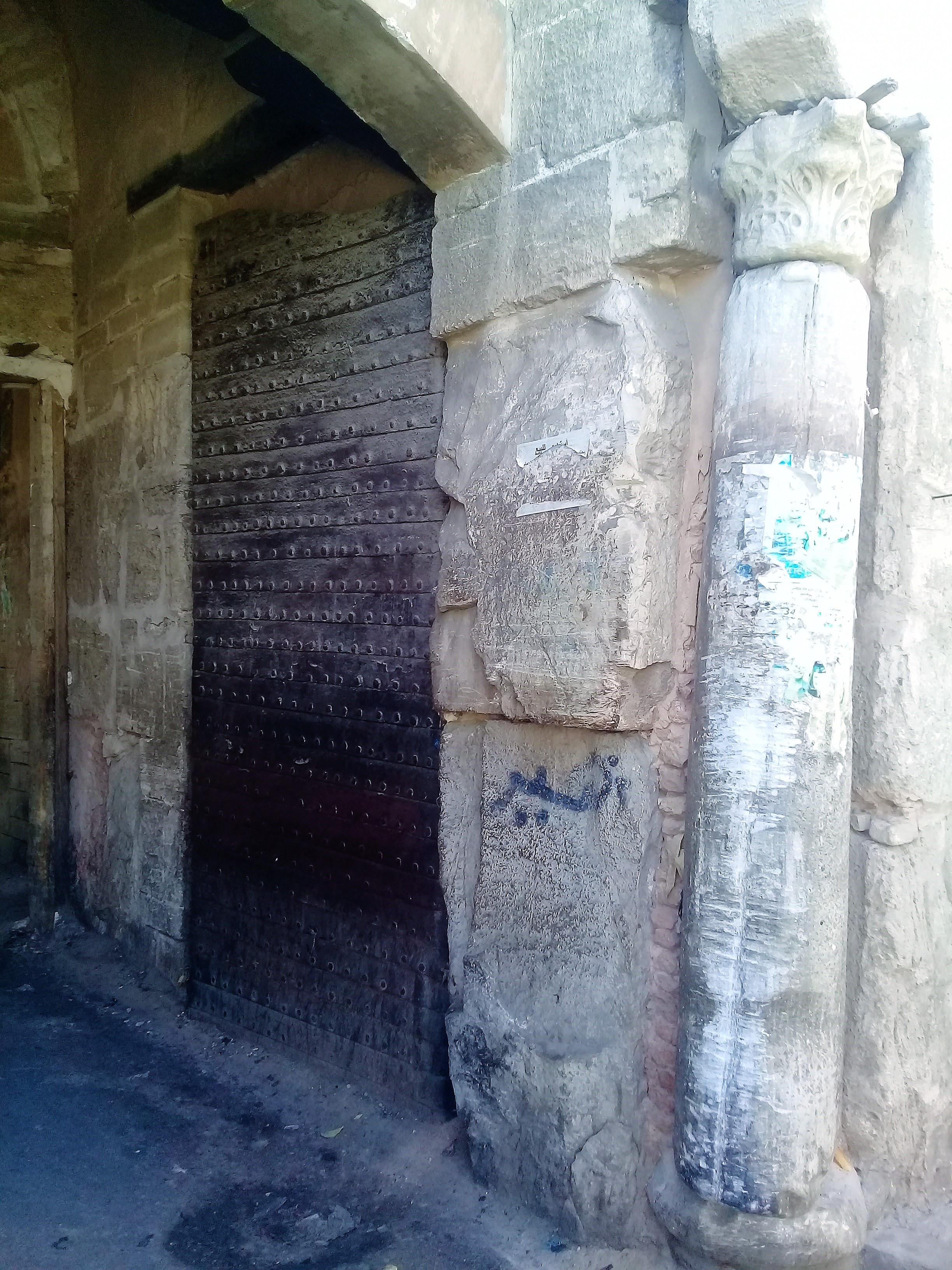
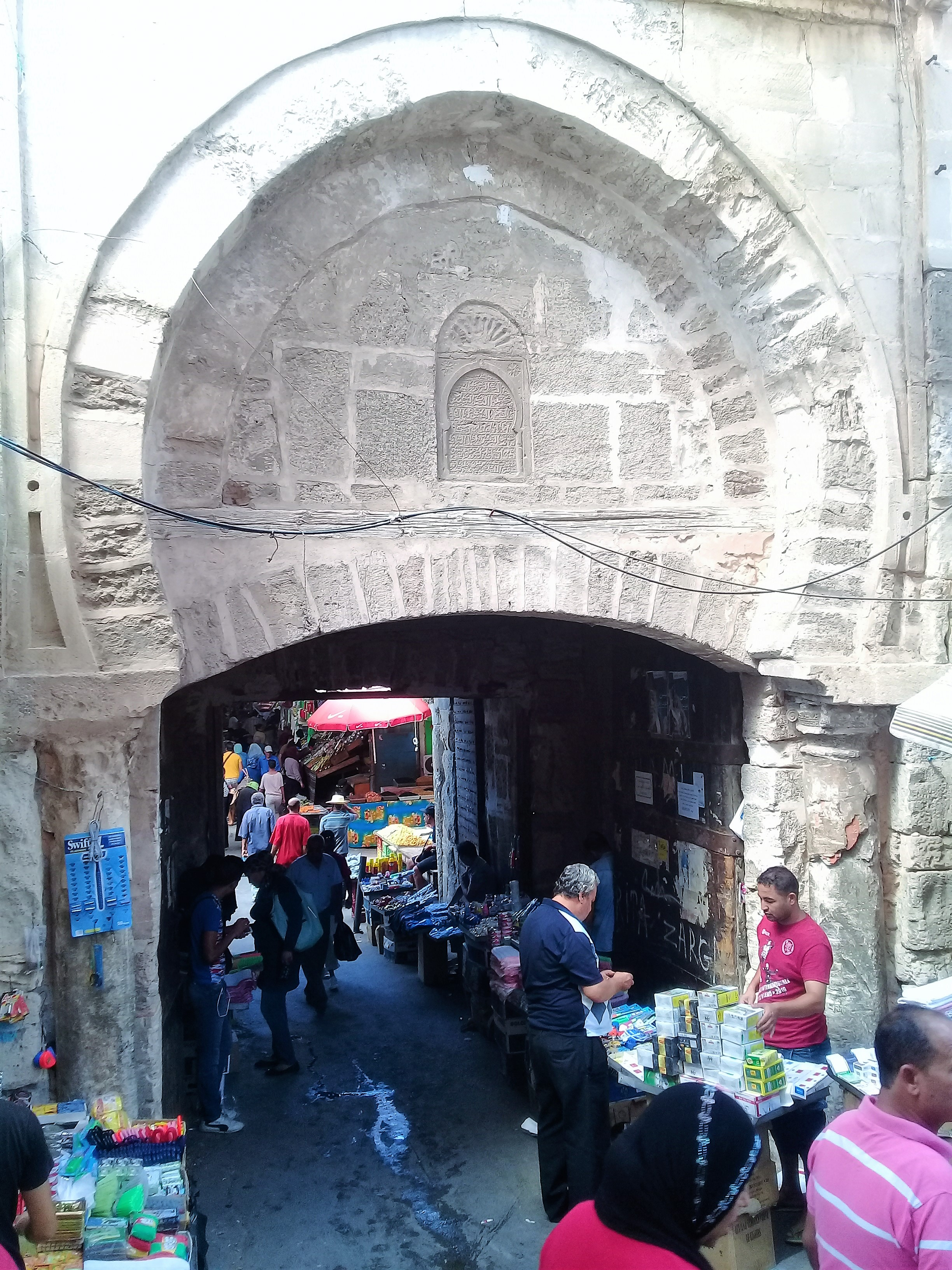